# Acroclisoides solus
Acroclisoides solus is een vliesvleugelig insect uit de familie Pteromalidae. De wetenschappelijke naam is voor het eerst geldig gepubliceerd in 2006 door Grissell & Smith.